# Collegio uninominale Emilia-Romagna - 10 (2020)
Il collegio elettorale uninominale Emilia-Romagna - 10 è un collegio elettorale uninominale della Repubblica Italiana per l'elezione della Camera dei deputati.

## Territorio
Come previsto dalla legge n. 51 del 27 maggio 2019, il collegio è stato definito tramite decreto legislativo all'interno della circoscrizione Emilia-Romagna.
È formato dal territorio dell'intera provincia di Forlì-Cesena (30 comuni).
Il collegio è parte del collegio plurinominale Emilia-Romagna - 03.

## Eletti
| Elezione | Elezione | Deputato             | Partito      |
| -------- | -------- | -------------------- | ------------ |
|          | 2022     | Gloria Saccani Jotti | Forza Italia |

## Dati elettorali

### XIX legislatura
Come previsto dalla legge elettorale, 147 deputati sono eletti con sistema a maggioranza relativa in altrettanti collegi uninominali a turno unico.
| Candidati                                 | Candidati                      | Voti    | %     | Liste                                                | Voti    | %     |
| ----------------------------------------- | ------------------------------ | ------- | ----- | ---------------------------------------------------- | ------- | ----- |
|                                           | Gloria Saccani Jotti ✔️ Eletto | 82 291  | 40,37 | Fratelli d'Italia                                    | 53 099  | 26,05 |
| Lega per Salvini Premier                  | Gloria Saccani Jotti ✔️ Eletto | 82 291  | 40,37 | 14 667                                               | 7,20    |       |
| Forza Italia                              | Gloria Saccani Jotti ✔️ Eletto | 82 291  | 40,37 | 13 330                                               | 6,54    |       |
| Noi moderati/Lupi - Toti - Brugnaro - UDC | Gloria Saccani Jotti ✔️ Eletto | 82 291  | 40,37 | 1 115                                                | 0,55    |       |
|                                           | Massimo Bulbi                  | 70 254  | 34,47 | Partito Democratico-IDP                              | 54 896  | 26,93 |
| Alleanza Verdi e Sinistra                 | Massimo Bulbi                  | 70 254  | 34,47 | 8 303                                                | 4,07    |       |
| +Europa                                   | Massimo Bulbi                  | 70 254  | 34,47 | 6 257                                                | 3,07    |       |
| Impegno Civico - Centro Democratico       | Massimo Bulbi                  | 70 254  | 34,47 | 795                                                  | 0,39    |       |
|                                           | Paolo Pasini                   | 18 868  | 9,26  | Movimento 5 Stelle                                   | 18 868  | 9,26  |
|                                           | Luca Ferrini                   | 17 793  | 8,73  | Azione - Italia Viva - Calenda                       | 17 793  | 8,73  |
|                                           | Daniele Valentini              | 5 061   | 2,48  | Italexit                                             | 5 061   | 2,48  |
|                                           | Genny Cavallo                  | 2 892   | 1,42  | Italia Sovrana e Popolare                            | 2 892   | 1,42  |
|                                           | Paolo Sensini                  | 2 833   | 1,39  | Vita                                                 | 2 833   | 1,39  |
|                                           | Bruno Pasini                   | 2 206   | 1,08  | Unione Popolare                                      | 2 206   | 1,08  |
|                                           | Michele Chiusoli               | 1 244   | 0,61  | Partito Animalista Italiano – UCDL – 10 Volte Meglio | 1 244   | 0,61  |
|                                           | Vincenzo Lega                  | 208     | 0,10  | Sud chiama Nord                                      | 208     | 0,10  |
|                                           | Antonio Spadolini              | 173     | 0,08  | Noi di Centro – Europeisti                           | 173     | 0,08  |
| Totale                                    | Totale                         | 203 823 | 100   |                                                      | 203 823 | 100   |
|                                           |                                |         |       |                                                      |         |       |
| Schede bianche                            | Schede bianche                 | 2 641   | 1,24  |                                                      |         |       |
| Schede nulle                              | Schede nulle                   | 5 808   | 2,74  |                                                      |         |       |
| Votanti                                   | Votanti                        | 212 272 | 71,46 |                                                      |         |       |
| Elettori                                  | Elettori                       | 297 052 |       |                                                      |         |       |